# ! (album của Cláudia Pascoal)
! (phát âm là "blah") là album phòng thu đầu tay của ca sĩ Bồ Đào Nha Cláudia Pascoal. Album được Universal Music Portugal phát hành tại Bồ Đào Nha vào ngày 27 tháng 3 năm 2020. Album đạt thứ hạng 6 trên bảng xếp hạng Portuguese Albums Chart.

## Danh sách bài hát
| STT | Nhan đề                              | Thời lượng |
| --- | ------------------------------------ | ---------- |
| 1.  | "PPPFFFRRR" (với Nuno Markl)         | 0:51       |
| 2.  | "Mais Fica Pra Mim" (với Nuno Markl) | 2:37       |
| 3.  | "Espalha Brasas"                     | 3:15       |
| 4.  | "Quase Dança"                        | 2:59       |
| 5.  | "Ter E Não Ter"                      | 2:40       |
| 6.  | "Viver" (ft. Samuel Úria)            | 3:18       |
| 7.  | "Já Não Somos Animais"               | 3:14       |
| 8.  | "Vem Também"                         | 4:10       |
| 9.  | "Espero Por Ti Lá Fora"              | 3:03       |
| 10. | "Tanto Faz"                          | 3:15       |
| 11. | "O Soldado"                          | 3:28       |
| 12. | "Música De Um Acorde"                | 2:43       |

## Bảng xếp hạng
| Bảng xếp hạng (2020)   | Thứ hạng cao nhất |
| ---------------------- | ----------------- |
| Album Bồ Đào Nha (AFP) | 6                 |

## Lịch sử phát hành
| Vùng       | Ngày tháng          | Định dạng                             | Hãng đĩa                 |
| ---------- | ------------------- | ------------------------------------- | ------------------------ |
| Bồ Đào Nha | 27 tháng 3 năm 2020 | Tải xuống kỹ thuật số phát trực tuyến | Universal Music Portugal |